# Крестовый поход в небеса
«Крестовый поход в небеса» (варианты перевода: «Великий крестовый поход», «Крестоносцы космоса», «Крестоносцы неба») — фантастический роман американского писателя Пола Андерсона.
Книга рассказывает об англичанах XIV века, которые собирались отправиться воевать во Францию во время Столетней войны. Однако поблизости от их деревни приземляется инопланетный космический корабль, захватив его, крестоносцы отправляются в космос, уничтожают инопланетную Версгорскую империю и создают свою собственную, основанную на феодальных порядках.

## История публикации
Опубликован в 1960 году в трёх выпусках (июль, август, сентябрь) журнала «Astounding Science Fiction». В том же году издательство Doubleday выпустило данный роман в книжном варианте. Роман неоднократно переиздавался.
В 1961 году роман номинирован на премию Хьюго за лучший роман, но в итоге премия досталась роману Уолтера Миллера «Страсти по Лейбовицу».
По мотивам романа компанией TSR в 1983 году выпущена настольная игра, а в 1994 году роман был экранизирован.
Пол Андерсон написал продолжение в виде рассказа «Quest», речь в котором идет от лица сэра Томаса Хеймворда, а темой является поиск Святого Грааля. Первоначально рассказ был напечатан в журнале «Ares». По сюжету рассказа была выпущена игра.
К своему 50-летию роман переиздан с включением предисловий от нескольких литераторов, описывающих его значимость — от близкой подруги Андерсона, Дианы Пакссон, до более позднего автора Эрика Флинта.

### Анализ
Книга основана на любимом тропе издателя Дж. В. Кэмпбелла, в журнале которого она была впервые напечатана: идее о том, что, несмотря на превосходящие технологии, отважная и изобретательная человеческая раса неизбежно одержит верх над любыми инопланетными захватчиками. Любовный треугольник имеет черты истории короля Артура, Ланселота и Гвиневры.
Сам Пол Андерсен описывал роман как «Одно из наиболее популярных произведений, которое я когда либо создал, выдержавшее множество переизданий на нескольких языках».
Обозреватель журнала «Galaxy Science Fiction» Флойд Гейл отмечает что «персонажи романа хорошо написаны». Газета «Hartford Courant» считает роман образцом «восхитительной остроумной фантастической сатиры» сравнивая его с романом «The Mouse That Roared» (англ.). Критик Дон д’Амасса отмечает, что «Бесспорное очарование романа затмевает частые неточности».

## Сюжет
Роман написан от лица священника брата Парвуса.
В 1345 году барон Роже де Турневиль собрал отряд, чтобы присоединиться к королю Эдуарду III, ведущему войну с Францией. В это время приземляется огромный инопланетный корабль. Инопланетяне пытаются запугать англичан, но те захватывают корабль и истребляют почти всю команду. Сэр Роже приказывает Парвусу допросить единственного выжившего «демона». Парвус обучает инопланетянина, которого зовут Бранитар, латыни, Роже погружает свой отряд, семью, йоменов и скот в корабль и приказывает Бранитару лететь во Францию. Однако Бранитар приводит в действие автопилот, корабль отправляется сквозь космос на Териксан — один из миров могучей Версгорской империи, покорившей другие инопланетные народы.
Корабль достигает Териксана и зависает над крепостью Гантуракс. Роже сажает огромный корабль прямо на крепость, его отряд уничтожает гарнизон и захватывает крепость. Вскоре прилетают версгорские корабли и устраивают укреплённый лагерь. Барон, отчаянно блефуя, вступает в переговоры с Хуругой, командиром главной планетарной крепости Дарова, в то время как отряд рыцаря Овейна Монтбелла уничтожает крепость Стуларакс, забросив в неё ядерный заряд. Англичане отбивают массированную атаку версгорцев, осаждают Дарову и разоряют округу. Хуруга посылает запрос о помощи в столицу империи. Роже отдаёт всех захваченных пленников Хуруге, тот сдаёт крепость, не в силах прокормить такое количество лишних ртов.
Оставив гарнизон в Дарове, англичане отправляются на планету расы джаров, где встречаются с представителями других разумных рас, которых притесняют версгорцы. Барону удаётся сколотить военный союз против версгорцев, флот союзников разбивает имперский версгорский флот в битве над Даровой. Роже продолжает победоносную войну — средневековый военачальник прекрасно знает, как подкупать продажных версгорских губернаторов. Помня опыт Жакерии, он вооружает покорённых туземцев против их бывших хозяев. Однако он едва не становится жертвой предателя Овейна Монтбелла, которому удаётся с помощью погружённого в транс Бранитара составить звёздную карту курса к Земле. Монтбелл обманом захватывает семью сэра Роже, он угрожает, что расскажет всю правду версгорцам и союзникам англичан и собирается захватить какое-нибудь королевство на Земле. Роже прибывает на корабль изменника и истребляет команду Монтбелла. Жена Роже убивает Бранитара и Монтбелла вместе с курсовыми записями. Теперь найти Землю невозможно.
Пролог и эпилог: Через много лет потрясённый капитан земного космического корабля дочитывает эту повесть, ожидая герцога планеты, на которой приземлился его корабль. Англичане барона смешались с туземцами, Роже был коронован и создал феодальную межзвёздную империю из сотен рас, объединённых английскими языком, верой и короной. К империи присоединились и версгорцы, Хуруга стал архиепископом Уильямом и повелел Парвусу написать эту повесть.

Прибывший герцог очень рад, что земляне нашли королевство и спрашивает капитана, гражданина Израильской империи, освободили ли Святую землю от язычников 
«… You found us! Most wonderful! Tell me at once, has the Holy Land been liberated from the paynim?» "Well, " said Captain Yeshu haLey, who was a loyal citizen of the Israeli Empire, «yes.»
 а также рассказывает, что многие молодые рыцари пытались разыскать Землю как Святой Грааль.
В некоторых русскоязычных изданиях, в том числе распространенных в электронном виде, эта часть отсутствует.

## Экранизация
Джордж Пал собирался экранизировать роман, но смерть оборвала его планы.
В 1994 вышла немецкая экранизация «Небесный крестовый поход», представляющая собой комическую переработку, с шутками и гэгами (видимо, в попытке повторить успех «Монти Пайтон и Священный Грааль»). Сам Пол Андерсон отказался смотреть фильм, поскольку ему сказали, что это «топорная работа». «Если Вы никогда не читали книгу, то Вы можете находить этот кинофильм, довольно забавным. Но если Вы — почитатель этого классического научно-фантастического романа, то я не рекомендую смотреть этот кинофильм. Это испортит ваши хорошие воспоминания о книге навсегда», гласит одна из рецензий.

## Русские переводы
По данным портала fantlab, роман несколько раз переводился на русский язык, причем одни и те же переводы публиковались под разными псевдонимами. Переводы отличаются разным уровнем качества, например, анонимный вариант 1992 года, изд. «Центрополиграф» гласит: «…Это была рукопись, напечатанная уникальным шрифтом на тонком пергаменте, заключенном в массивный переплет….». В большинстве доступных переводов имя предателя сэра Овейна (Owain) по неизвестным причинам переделано в «Оливера».
Самым тиражируемым является вариант Алексея Леонидовича Захаренкова (публиковавшийся под разными фамилиями).
| Изд.                   | Переводчик                                                              | Название                   | Издательство | 1-я фраза |
| ---------------------- | ----------------------------------------------------------------------- | -------------------------- | --- | --- |
| 1990                   | Александр Грузберг (указан псевдоним Д. Арсеньев)                       | «Крестоносцы неба»         | Одесса: Хайтех, 1990, Серия: Мастера фантастики (МФ) | Архиепископ Уильям, прелат ученейший и благочестивейший, поручил мне изложить по-английски историю удивительных событий, скромным свидетелем которых я был.  |
| 1991                   | Александр Грузберг (указан как «Г. Александров» под ред. М. Успенского) | «Крестовый поход в небеса» | Минск: Эридан, 1991, Серия: Фантакрим-extra | Архиепископ Уильям, прелат ученейший и благочестивейший, поручил мне изложить по-английски историю удивительных событий, скромным свидетелем которых я был.  |
| 2021                   | Александр Грузберг                                                      | «Крестоносцы космоса»      | М.: Клуб КЛФ, 2021 | Архиепископ Уильям, прелат ученейший и благочестивейший, поручил мне изложить по-английски историю удивительных событий, скромным свидетелем которых я был.  |
| 1991                   | Алексей Захаренков (указан А. Буянов; перевод отредактирован)           | «Крестоносцы космоса»      | В составе издания: альманах «Фантастика. Детектив» № 3, 1991 год | Архиепископ Уильям, ученейший и благочестивейший прелат, велел мне изложить английским письмом те великие события, свидетелем коих я оказался волею судеб.   |
| 1993                   | Алексей Захаренков (указан Ю. Руфин)                                    | «Крестоносцы неба»         | Пол Андерсон. Собрание сочинений в восьми томах. Том 3. М.: Фабула, 1993 г. | Архиепископ Уильям, ученейший и благочестивейший прелат, велел мне изложить английским письмом те великие события, свидетелем коих я оказался волею судеб.   |
| 1991; 1998; 2021; 2023 | Алексей Захаренков                                                      | «Великий крестовый поход»  | - В составе издания: Мастера фантастики, т. 4. Рига: Авотс, Полярис, 1991 г. - Пол Андерсон. Победить на трех мирах. М.: АРМАДА, 1998 г. - в составе: Пол Андерсон. Долгий путь домой. Тирасполь: Подсолнухи, 2021 - М.: АСТ, 2023 г. Серия: Мастера фантазии | Архиепископ Уильям, ученейший и благочестивейший прелат, велел мне изложить английским письмом те великие события, свидетелем коих я оказался волею судеб.   |
| 2006; 2010;            | Алексей Захаренков                                                      | «Крестоносцы космоса»      | - М.: Эксмо, СПб.: Домино, 2006 г. Серия: Все звезды; - М.: Эксмо, 2010. Серия: Фантастика & фэнтези: The Best of; | Архиепископ Уильям, ученейший и благочестивейший прелат, велел мне изложить английским письмом те великие события, свидетелем коих я оказался волею судеб.   |
| 1992                   | не указан                                                               | «Крестоносцы космоса»      | М.: Центрполиграф, 1992 г. Серия: Осирис | Архиепископ Уильям, наиболее ученый и благочестивый прелат, приказал мне изложить английским письмом эти великие события, скромным свидетелем которых я был. |
| 1992; 1993             | К. Петров                                                               | «Крестовый поход в небеса» | - В составе: Пол Андерсон Боевая машина времени. М.: КРИМ-ПРЕСС, 1992 г. - В составе: Пол Андерсон. Звездный торговец. Алматы: Балауса, 1993 г. | |
| 1995                   | Андрей Бурцев                                                           | «Великий крестовый поход»  | В составе: Пол Андерсон Нелимитированная орбита. Ангарск: Амбер, Лтд., М.: Сигма-пресс, 1995 г. | |